# Якимович, Александр Алексеевич
Александр Алексеевич Якимович (1829—1903) — генерал от инфантерии, начальник канцелярии Военного министерства, член Военного совета Российской империи.

## Биография
Происходил из дворян Тульской губернии, имевших корни из Запорожского казачества. Родился 11 (23) августа 1829 года в семье отставного штабс-капитана.
Образование получил в 1-м Московском кадетском корпусе, из которого выпущен 13 июня 1848 года прапорщиком в лейб-гвардии Павловский полк. 7 декабря того же года по собственному желанию переведён на Кавказ; был зачислен в Грузинский линейный № 13 батальон поручиком и весной 1850 года участвовал в нескольких перестрелках с горцами. Впрочем, его служба на Кавказе была непродолжительная: в следующем 1851 году, во время смотра, он, по его собственному признанию, «напутал в строю и для более твёрдого усвоения строевого устава был отправлен в Образцовый полк».
21 января 1854 года Якимович был назначен старшим адъютантом в штаб гренадерской резервной дивизии с переводом в лейб-гренадерский Екатеринославский полк и 17 марта того же года произведён в штабс-капитаны.
Во время Крымской войны Якимович находился в составе войск, охранявших побережье Финского залива в Санкт-Петербургской и Выборгской губерниях; с 26 февраля 1855 года состоял в должности старшего адъютанта при штабе запасной гренадерской дивизии, а по расформировании её, 18 марта 1857 года, уже в чине капитана (старшинство с 26 августа 1856 года) переведён был в инспекторский департамент Военного министерства, на должность столоначальника, с назначением старшим адъютантом к дежурному генералу Главного штаба Его Императорского Величества.
В инспекторском департаменте Якимович три года заведовал столом и более пяти лет управлял 2-м отделением; получил чины майора (17 апреля 1858 года), подполковника (17 апреля 1860 года) и полковника (17 апреля 1862 года); принимал участие в составлении сборника штатов военно-сухопутного ведомства и в трудах по устройству военных округов и местных войск, за что удостоен был Высочайшей благодарности и благоволения.
30 декабря 1865 года был назначен состоящим при начальнике Главного штаба для особых поручений; 29 января 1866 года за отличие по службе произведён в генерал-майоры (старшинство в чине установлено с 30 августа 1869 года) и командирован, по назначению военного министра, для осмотра резервных батальонов и наблюдения за сплавом по Волге и Каме и за перевозкой по Каспийскому морю молодых солдат, следовавших из резервных батальонов в Кавказскую армию и полков 40-й пехотной дивизии, следовавших с Кавказа в Казанский военный округ. С 28 апреля 1867 года являлся чиновником для особых поручений V класса при начальнике Главного штаба.
В марте 1868 года (по другим данным — 7 июля) назначен исправляющим должность помощника начальника канцелярии Военного министерства, в которой и утверждён был 7 июля того же года. 1 января 1878 года произведён в генерал-лейтенанты, а 18 августа 1881 года назначен начальником канцелярии Военного министерства и состоял в этой должности до 1884 года.
Вся шестнадцатилетняя служба Якимовича в канцелярии характеризуется его близким участием в разработке и направлении дел законодательных и высшего порядка хозяйственных, вносимых на решения Военного совета. Ещё в должности помощника начальника канцелярии он, при каждой отлучке последнего, исправлял его должность и являлся таким образом, говоря словами Высочайшего рескрипта «ревностным и достойным сотрудником бывших военных министров генерал-адъютантов графа Милютина и Ванновского»; кроме этого в тот же период времени он участвовал в трудах комиссии по составлению проекта положения об управлении хозяйственною частью в войсках, в комиссии об организации войск, председательствовал в редакционной комиссии для составления нового положения о полевом управлении войск в военное время, был членом от Военного министерства в комиссии по пересмотру законоположений о казённых заготовлениях и хозяйственных операциях и членом распорядительной комиссии по оборонительным сооружениям на западной границе.
4 января 1884 года состоялось назначение Якимовича членом Военного совета, в каковой должности он и состоял до конца своей жизни. 9 февраля 1885 года он также был назначен председателем комиссии для пересмотра положения о пособиях военного времени, однако весной следующего года отказался от председательства в этой комиссии; в августе 1892 года произведён в генералы от инфантерии.
В 1898 году Якимович праздновал свой пятидесятилетний юбилей службы в офицерских чинах. Император Николай II почтил юбиляра Всемилостивейшим рескриптом, в котором изволил перечислить все выдающиеся моменты его плодотворной службы и пожаловал украшенную бриллиантами золотую табакерку, с собственным портретом. После этого Якимович ещё более пяти лет продолжал заниматься делами Военного совета, и производил в 1894 году, по Высочайшему повелению, подробную и всестороннюю ревизию делопроизводства комиссии для распределения пособий и особой канцелярии для разбора просьб, подаваемых на имя военного министра.
Скончался 17 (30) марта 1903 года в Санкт-Петербурге, похоронен на кладбище Воскресенского Новодевичьего монастыря с женой Ольгой Александровной (1831—1898) и сыном Николаем (1858—1880). Всего в семье было 8 детей; один из сыновей, Алексей (1857—1919) пошёл по стопам отца и также сделал военную карьеру дослужившись до звания генерал-лейтенанта Русской императорской армии.

## Награды
- Орден Святого Станислава 3-й степени (1855 год)
- Орден Святого Владимира 3-й степени (19 апреля 1864 года)
- Орден Святого Станислава 1-й степени (20 апреля 1869 года)
- Орден Святой Анны 1-й степени с императорской короной (28 марта 1871 года)
- Орден Святого Владимира 2-й степени (13 мая 1873 года, за участие в комиссии по организации войск)
- Орден Белого орла (30 августа 1885 года)
- Орден Святого Александра Невского (30 августа 1888 года, алмазные знаки к этому ордену пожалованы 6 декабря 1894 года)
- Орден Святого Владимира 1-й степени (6 декабря 1899 года)